# Rhyscotus somaliensis
Rhyscotus somaliensis is een pissebed uit de familie Rhyscotidae. De wetenschappelijke naam van de soort is voor het eerst geldig gepubliceerd in 1972 door Franco Ferrara.